# Giovanni Pernice
Giovanni Pernice (Palermo, Sicilia, 5 de septiembre de 1990) es un bailarín de salón y coreógrafo italiano, más conocido por haber sido uno de los bailarines profesionales del programa de baile Strictly Come Dancing de la BBC. También es campeón del Abierto de Italia de Baile Latino en 2012 y es el actual poseedor del récord Guinness por la mayor cantidad de pasos de baile realizados tanto del jive como del charlestón.
El 10 de junio de 2024, tras «numerosas quejas graves» sobre su comportamiento mientras entrenaba a sus parejas de baile en Strictly, la BBC confirmó su salida del programa.

## Primeros años
Pernice nació el 5 de septiembre de 1990 en Palermo, Sicilia, y a la edad de 14 años se mudó a Bolonia para concentrarse en la danza. Decidió convertirse en bailarín tras ver el programa de televisión británico de baile de salón, Come Dancing.

## Carrera

### Principios de carrera
Pernice es miembro de la Federazione Italiana Danza Sportiva, que forma parte de la World DanceSport Federation, compitiendo a nivel juvenil y adulto entre 2007 y 2014. Especializado en el estilo latino, ha ganado varias competiciones, entre las que destaca el Campeonato Abierto de Italia en 2012. Otros resultados notables incluyen el segundo puesto en el Abierto Latino Internacional en Eslovenia en 2014, y victorias en otras competiciones de Abiertos en Pieve di Cento, Italia (2011); Ancona, Italia (2011); San Marino (2011) y Sant Cugat del Vallès, España (2011). Sus parejas de baile profesional fueron Erika Attisano (2011-2014) y Alexandra Koldan (2014-2015).

### Strictly Come Dancing
En 2015, Pernice ingresó como bailarín profesional de Strictly Come Dancing desde la decimotercera temporada, teniendo como pareja a la actriz de Coronation Street, Georgia May Foote, llegando ambos hasta la final y ubicándose en el segundo puesto, detrás de los ganadores Jay McGuiness y Aliona Vilani. Regresó para la decimocuarta temporada formando pareja con la presentadora de televisión Laura Whitmore, siendo eliminados en la séptima semana y terminaron en el noveno puesto. Tuvo después como pareja a la presentadora y asistente de mago Debbie McGee para la decimoquinta temporada, con quien llegó a la final de la competencia y quedando como uno de los subcampeones, perdiendo ante los ganadores Joe McFadden y Katya Jones. Al siguiente año volvió a competir en una final al ser pareja de la cantante de Steps, Faye Tozer, en la decimosexta temporada, finalizando también como uno de los subcampeones de la competencia, perdiendo ante los ganadores Stacey Dooley y Kevin Clifton. Posteriormente formó pareja con la juez de RuPaul's Drag Race y cantante Michelle Visage en la decimoséptima temporada, posicionándose en el séptimo puesto al ser eliminados en la novena semana de competencia.
Para la decimoctava temporada fue emparejado con la presentadora y periodista Ranvir Singh, logrando llegar a la semifinal y terminando en el quinto puesto. Un año después fue asignado como pareja de la actriz de EastEnders, Rose Ayling-Ellis, para la decimonovena temporada, logrando ambos coronarse como los ganadores de la competencia, siendo Ayling-Ellis la primera concursante sorda en ganar el programa. En la vigésima temporada tuvo como pareja al presentador Richie Anderson, formando una pareja del mismo sexo; fueron la segunda pareja en ser eliminada y finalizaron en el decimocuarto puesto. Formó pareja con la actriz Amanda Abbington para la vigesimoprimera temporada, pero por razones médicas Abbington se ausentó durante la quinta semana, retirándose del concurso tres días después. En 2024, se confirmó que Pernice no volvería para la vigesimosegunda temporada del programa tras varias acusaciones de mala conducta en relación con sus métodos de enseñanza de baile.
Pernice también participó en el especial de Navidad de 2022, en el que fue emparejado con la cantante de Girls Aloud, Nicola Roberts.
| Temporada | Pareja            | Puesto | Promedio |
| --------- | ----------------- | ------ | -------- |
| 13        | Georgia May Foote | 2.º    | 33.75    |
| 14        | Laura Whitmore    | 9.º    | 31.33    |
| 15        | Debbie McGee      | 2.º    | 35.44    |
| 16        | Faye Tozer        | 2.º    | 36.50    |
| 17        | Michelle Visage   | 7.º    | 33.11    |
| 18        | Ranvir Singh      | 5.º    | 31.26    |
| 19        | Rose Ayling-Ellis | 1.º    | 35.38    |
| 20        | Richie Anderson   | 14.º   | 27.33    |
| 21        | Amanda Abbington  | 11.º   | 30.50    |

- Temporada 13 con Georgia May Foote

| Semana         | Baile / Canción                                          | Puntajes de los jueces | Puntajes de los jueces | Puntajes de los jueces | Puntajes de los jueces | Resultado       |
| Semana         | Baile / Canción                                          | C. R.                  | D. B.                  | L. G.                  | B. T.                  | Resultado       |
| -------------- | -------------------------------------------------------- | ---------------------- | ---------------------- | ---------------------- | ---------------------- | --------------- |
| 1              | Jive / «Dear Future Husband»                             | 6                      | 7                      | 7                      | 7                      | Sin eliminación |
| 2              | Vals / «Georgia on My Mind»                              | 6                      | 6                      | 6                      | 7                      | Salvados        |
| 3              | Rumba / «Writing's on the Wall»                          | 7                      | 7                      | 6                      | 7                      | Salvados        |
| 4              | Quickstep / «Reach»                                      | 7                      | 7                      | 9                      | 8                      | Salvados        |
| 5              | Salsa / «You Make Me Feel (Mighty Real)»                 | 7                      | 8                      | 8                      | 8                      | Salvados        |
| 6              | Tango / «Ghostbusters»                                   | 8                      | 9                      | 9                      | 9                      | Salvados        |
| 7              | Samba / «Volare»                                         | 8                      | 9                      | 9                      | 9                      | Salvados        |
| 8              | Charlestón / «Hot Honey Rag»                             | 9                      | 10                     | 10                     | 10                     | Salvados        |
| 9              | American smooth / «I Have Nothing»                       | 9                      | 9                      | 10                     | 10                     | Salvados        |
| 10             | Pasodoble / «The Final Countdown»                        | 8                      | 8                      | 8                      | 9                      | Salvados        |
| 10             | Maratón de Quickstep / «Sing, Sing, Sing (With a Swing)» | 6 puntos extra         | 6 puntos extra         | 6 puntos extra         | 6 puntos extra         | Salvados        |
| 11             | Foxtrot / «Beauty and the Beast»                         | 9                      | 9                      | 9                      | 9                      | Dos últimos     |
| 12 (Semifinal) | Chachachá / «I Will Survive»                             | 8                      | 8                      | 8                      | 9                      | Salvados        |
| 12 (Semifinal) | Vals vienés / «Runaway»                                  | 9                      | 10                     | 9                      | 10                     | Salvados        |
| 13 (Final)     | Rumba / «Writing's on the Wall»                          | 9                      | 9                      | 9                      | 9                      | Salvados        |
| 13 (Final)     | Showdance / «Fix You»                                    | 9                      | 9                      | 9                      | 9                      | Salvados        |
| 13 (Final)     | Charlestón / «Hot Honey Rag»                             | 10                     | 10                     | 10                     | 10                     | Segundo puesto  |

- Temporada 14 con Laura Whitmore

| Semana                                                                         | Baile / Canción                  | Puntajes de los jueces | Puntajes de los jueces | Puntajes de los jueces | Puntajes de los jueces | Resultado       |
| Semana                                                                         | Baile / Canción                  | C. R.                  | D. B.                  | L. G.                  | B. T.                  | Resultado       |
| ------------------------------------------------------------------------------ | -------------------------------- | ---------------------- | ---------------------- | ---------------------- | ---------------------- | --------------- |
| 1                                                                              | Chachachá / «Venus»              | 5                      | 6                      | 7                      | 7                      | Sin eliminación |
| 2                                                                              | Vals / «If I Ain't Got You»      | 8                      | 8                      | 8                      | 8                      | Salvados        |
| 3                                                                              | Salsa / «Rhythm of the Night»    | 7                      | 7                      | 7                      | 9                      | Dos últimos     |
| 4                                                                              | Quickstep / «The Ballroom Blitz» | 8                      | 8                      | 8                      | 9                      | Salvados        |
| 5                                                                              | Jive / «Reet Petite»             | —                      | —                      | —                      | —                      | Exención1       |
| 6                                                                              | Tango / «Paint It Black»         | 9                      | 9                      | 9                      | 9                      | Salvados        |
| 7                                                                              | Samba / «Bamboleo»               | 7                      | 8                      | 8                      | 9                      | Eliminados      |
| 1Debido a una lesión sufrida por Whitmore, se le dio a la pareja una exención. |                                  |                        |                        |                        |                        |                 |

- Temporada 15 con Debbie McGee

| Semana         | Baile / Canción                                       | Puntajes de los jueces | Puntajes de los jueces | Puntajes de los jueces | Puntajes de los jueces | Resultado       |
| Semana         | Baile / Canción                                       | C. R.                  | D. B.                  | S. B.                  | B. T.                  | Resultado       |
| -------------- | ----------------------------------------------------- | ---------------------- | ---------------------- | ---------------------- | ---------------------- | --------------- |
| 1              | Pasodoble / «Be Italian»                              | 8                      | 8                      | 7                      | 7                      | Sin eliminación |
| 2              | Vals vienés / «She's Always a Woman»                  | 8                      | 9                      | 9                      | 8                      | Salvados        |
| 3              | Quickstep / «Let's Call the Whole Thing Off»          | 6                      | 8                      | 7                      | 8                      | Salvados        |
| 4              | Chachachá / «The Shoop Shoop Song (It's in His Kiss)» | 6                      | 6                      | 7                      | 8                      | Salvados        |
| 5              | Rumba / «Baby Can I Hold You»                         | 9                      | 9                      | 9                      | —                      | Salvados        |
| 6              | Charlestón / «Frankie»                                | 9                      | 10                     | 10                     | 10                     | Salvados        |
| 7              | Tango / «I Gotta Feeling»                             | 10                     | 10                     | 10                     | 10                     | Salvados        |
| 8              | Salsa / «Can't Take My Eyes Off You»                  | 9                      | 9                      | 8                      | 9                      | Salvados        |
| 9              | Samba / «Wannabe» & «Who Do You Think You Are»        | 7                      | 8                      | 9                      | 9                      | Dos últimos     |
| 10             | Tango argentino / «Por una cabeza»                    | 9                      | 9                      | 10                     | 10                     | Salvados        |
| 10             | Maratón de Pasodoble / «España cañí»                  | 5 puntos extra         | 5 puntos extra         | 5 puntos extra         | 5 puntos extra         | Salvados        |
| 11             | American smooth / «Memory»                            | 9                      | 10                     | 10                     | 10                     | Salvados        |
| 12 (Semifinal) | Jive / «I'm So Excited»                               | 7                      | 9                      | 9                      | 9                      | Salvados        |
| 12 (Semifinal) | Foxtrot / «Isn't She Lovely»                          | 8                      | 9                      | 9                      | 10                     | Salvados        |
| 13 (Final)     | Salsa / «Can't Take My Eyes Off You»                  | 9                      | 10                     | 10                     | 10                     | Segundo puesto  |
| 13 (Final)     | Showdance / «One Day I'll Fly Away»                   | 9                      | 9                      | 10                     | 10                     | Segundo puesto  |
| 13 (Final)     | Tango argentino / «Por una cabeza»                    | 10                     | 10                     | 10                     | 10                     | Segundo puesto  |

- Temporada 16 con Faye Tozer

| Semana                                                                  | Baile / Canción                                | Puntajes de los jueces | Puntajes de los jueces | Puntajes de los jueces | Puntajes de los jueces | Resultado       |
| Semana                                                                  | Baile / Canción                                | C. R.                  | D. B.                  | S. B.                  | B. T.                  | Resultado       |
| ----------------------------------------------------------------------- | ---------------------------------------------- | ---------------------- | ---------------------- | ---------------------- | ---------------------- | --------------- |
| 1                                                                       | Chachachá / «Lullaby»                          | 7                      | 8                      | 7                      | 7                      | Sin eliminación |
| 2                                                                       | Vals vienés / «It's a Man's Man's Man's World» | 8                      | 8                      | 7                      | 8                      | Salvados        |
| 3                                                                       | Quickstep / «You're the One That I Want»       | 9                      | 9                      | 9                      | 9                      | Salvados        |
| 4                                                                       | Rumba / «Chandelier»                           | 7                      | 7                      | 7                      | 8                      | Salvados        |
| 5                                                                       | Foxtrot / «Just the Way You Are»               | 8                      | 9                      | 8                      | 81                     | Salvados        |
| 6                                                                       | Jazz / «Fever»                                 | 9                      | 10                     | 10                     | 10                     | Salvados        |
| 7                                                                       | Tango / «Call Me»                              | 9                      | 10                     | 9                      | 10                     | Salvados        |
| 8                                                                       | Jive / «Reet Petite»                           | 9                      | 9                      | 8                      | 10                     | Salvados        |
| 9                                                                       | Pasodoble / «Unstoppable»                      | 9                      | 9                      | 10                     | 10                     | Salvados        |
| 10                                                                      | Vals / «See the Day»                           | 9                      | 10                     | 10                     | 10                     | Salvados        |
| 10                                                                      | Maratón de Lindy hop / «Do Your Thing»         | 6 puntos extra         | 6 puntos extra         | 6 puntos extra         | 6 puntos extra         | Salvados        |
| 11                                                                      | Charlestón / «The Lonely Goatherd»             | 10                     | 10                     | 10                     | 10                     | Salvados        |
| 12 (Semifinal)                                                          | Samba / «I Go to Rio»                          | 9                      | 9                      | 9                      | 10                     | Salvados        |
| 12 (Semifinal)                                                          | Tango argentino / «La Cumparsita»              | 9                      | 10                     | 10                     | 10                     | Salvados        |
| 13 (Final)                                                              | Vals vienés / «It's a Man's Man's Man's World» | 10                     | 10                     | 10                     | 10                     | Segundo puesto  |
| 13 (Final)                                                              | Showdance / «Lullaby of Broadway»              | 10                     | 10                     | 10                     | 10                     | Segundo puesto  |
| 13 (Final)                                                              | Jazz / «Fever»                                 | 10                     | 10                     | 10                     | 10                     | Segundo puesto  |
| 1Puntaje dado por el juez invitado Alfonso Ribeiro en lugar de Tonioli. |                                                |                        |                        |                        |                        |                 |

- Temporada 17 con Michelle Visage

| Semana                                                                  | Baile / Canción                                     | Puntajes de los jueces | Puntajes de los jueces | Puntajes de los jueces | Puntajes de los jueces | Resultado       |
| Semana                                                                  | Baile / Canción                                     | C. R.                  | M. M.                  | S. B.                  | B. T.                  | Resultado       |
| ----------------------------------------------------------------------- | --------------------------------------------------- | ---------------------- | ---------------------- | ---------------------- | ---------------------- | --------------- |
| 1                                                                       | Chachachá / «So Emotional»                          | 8                      | 8                      | 7                      | 7                      | Sin eliminación |
| 2                                                                       | Vals vienés / «That's Amore»                        | 8                      | 8                      | 8                      | 8                      | Salvados        |
| 3                                                                       | Quickstep / «Cabaret»                               | 8                      | 9                      | 9                      | 9                      | Salvados        |
| 4                                                                       | Salsa / «Quimbara»                                  | 7                      | 8                      | 8                      | 8                      | Salvados        |
| 5                                                                       | Rumba / «Too Good at Goodbyes»                      | 7                      | 7                      | 7                      | 81                     | Salvados        |
| 6                                                                       | Foxtrot / «The Addams Family Theme»                 | 9                      | 10                     | 10                     | 10                     | Salvados        |
| 7                                                                       | Pasodoble / «Another One Bites the Dust»            | 8                      | 9                      | 9                      | 8                      | Salvados        |
| 8                                                                       | American smooth / «I Just Want to Make Love to You» | 9                      | 9                      | 9                      | 9                      | Dos últimos     |
| 9                                                                       | Urbano / «Vogue»                                    | 8                      | 8                      | 8                      | 8                      | Eliminados      |
| 1Puntaje dado por el juez invitado Alfonso Ribeiro en lugar de Tonioli. |                                                     |                        |                        |                        |                        |                 |

- Temporada 18 con Ranvir Singh

| Semana                                                               | Baile / Canción                                   | Puntajes de los jueces | Puntajes de los jueces | Puntajes de los jueces | Resultado       |
| Semana                                                               | Baile / Canción                                   | C. R.                  | S. B.                  | M. M.                  | Resultado       |
| -------------------------------------------------------------------- | ------------------------------------------------- | ---------------------- | ---------------------- | ---------------------- | --------------- |
| 1                                                                    | Pasodoble / «End of Time»                         | 7                      | 7                      | 7                      | Sin eliminación |
| 2                                                                    | Quickstep / «You Are the Sunshine of My Life»     | 6                      | 7                      | 8                      | Salvados        |
| 3                                                                    | Foxtrot / «Love You I Do»                         | 9                      | 9                      | 9                      | Salvados        |
| 4                                                                    | Chachachá / «Oye Cómo Va» & «I Like It Like That» | 5                      | 7                      | 81                     | Salvados        |
| 5                                                                    | Tango argentino / «When Doves Cry»                | 8                      | 9                      | 101                    | Salvados        |
| 6                                                                    | American smooth / «I Say a Little Prayer»         | 8                      | 8                      | 8                      | Salvados        |
| 7                                                                    | Vals vienés / «She Used to Be Mine»               | 9                      | 9                      | 9                      | Salvados        |
| 8 (Semifinal)                                                        | Vals / «Un Giorno Per Noi (A Time for Us)»        | 8                      | 9                      | 9                      | Eliminados      |
| 8 (Semifinal)                                                        | Jive / «Candyman»                                 | 5                      | 6                      | 7                      | Eliminados      |
| 1Puntaje dado por el juez invitado Anton du Beke en lugar de Mabuse. |                                                   |                        |                        |                        |                 |

- Temporada 19 con Rose Ayling-Ellis

| Semana | Baile / Canción                                        | Puntajes de los jueces | Puntajes de los jueces | Puntajes de los jueces | Puntajes de los jueces | Resultado       |
| Semana | Baile / Canción                                        | C. R.                  | M. M.                  | S. B.                  | A. D.                  | Resultado       |
| --- | ------------------------------------------------------ | ---------------------- | ---------------------- | ---------------------- | ---------------------- | --------------- |
| 1 | Jive / «Shake It Off»                                  | 6                      | 6                      | 4                      | 6                      | Sin eliminación |
| 2 | Salsa / «Cuba»                                         | 6                      | 7                      | 6                      | 7                      | Salvados        |
| 3 | Foxtrot / «Rose's Theme»                               | 9                      | 9                      | 9                      | 9                      | Salvados        |
| 4 | Chachachá / «Raspberry Beret»                          | 7                      | 6                      | 6                      | 8                      | Salvados        |
| 5 | Vals vienés / «Fallin'»                                | 9                      | 10                     | 9                      | 9                      | Salvados        |
| 6 | Tango / «Shivers»                                      | 10                     | 10                     | 10                     | 10                     | Salvados        |
| 7 | Samba / «Cinema Italiano»                              | 8                      | 8                      | 8                      | 8                      | Salvados        |
| 8 | Contemporáneo / «Symphony»                             | 9                      | 10                     | 10                     | 10                     | Salvados        |
| 9 | Quickstep / «Love Is an Open Door»                     | 101                    | 9                      | 9                      | 9                      | Salvados        |
| 10 | Pasodoble / «California Dreamin'»                      | 8                      | 82                     | 8                      | 9                      | Salvados        |
| 11 | American smooth / «This Will Be (An Everlasting Love)» | 9                      | 10                     | 10                     | 10                     | Salvados        |
| 12 (Semifinal) | Vals / «How Long Will I Love You?»                     | 9                      | 10                     | 10                     | 10                     | Salvados        |
| 12 (Semifinal) | Tango argentino / «A Evaristo Carriego»                | 10                     | 10                     | 10                     | 10                     | Salvados        |
| 13 (Final) | Quickstep / «Love Is an Open Door»                     | 9                      | 10                     | 10                     | 10                     | Ganadores       |
| 13 (Final) | Contemporáneo / «Symphony»                             | 10                     | 10                     | 10                     | 10                     | Ganadores       |
| 13 (Final) | Showdance / «The Rose»                                 | 10                     | 10                     | 10                     | 10                     | Ganadores       |
| 1Puntaje dado por la juez invitada Cynthia Erivo en lugar de Revel Horwood. 2Puntaje dado por la juez invitada Cynthia Erivo en lugar de Mabuse. |                                                        |                        |                        |                        |                        |                 |

- Temporada 20 con Richie Anderson

| Semana | Baile / Canción            | Puntajes de los jueces | Puntajes de los jueces | Puntajes de los jueces | Puntajes de los jueces | Resultado       |
| Semana | Baile / Canción            | C. R.                  | M. M.                  | S. B.                  | A. D.                  | Resultado       |
| ------ | -------------------------- | ---------------------- | ---------------------- | ---------------------- | ---------------------- | --------------- |
| 1      | Chachachá / «I'm Your Man» | 5                      | 5                      | 6                      | 7                      | Sin eliminación |
| 2      | Quickstep / «Dancin’ Fool» | 8                      | 8                      | 8                      | 8                      | Salvados        |
| 3      | Samba / «Hakuna Matata»    | 5                      | 7                      | 8                      | 7                      | Eliminados      |

- Temporada 21 con Amanda Abbington

| Semana                                                                              | Baile / Canción           | Puntajes de los jueces | Puntajes de los jueces | Puntajes de los jueces | Puntajes de los jueces | Resultado       |
| Semana                                                                              | Baile / Canción           | C. R.                  | M. M.                  | S. B.                  | A. D.                  | Resultado       |
| ----------------------------------------------------------------------------------- | ------------------------- | ---------------------- | ---------------------- | ---------------------- | ---------------------- | --------------- |
| 1                                                                                   | Vals vienés / «Pointless» | 7                      | 7                      | 8                      | 7                      | Sin eliminación |
| 2                                                                                   | Salsa / «Oye!»            | 8                      | 8                      | 8                      | 8                      | Salvados        |
| 3                                                                                   | Rumba / «Out of Reach»    | 6                      | 8                      | 8                      | 8                      | Salvados        |
| 4                                                                                   | Foxtrot / «Everywhere»    | 7                      | 8                      | 8                      | 8                      | Salvados        |
| 5                                                                                   | Chachachá / «Canned Heat» | —                      | —                      | —                      | —                      | Exención1       |
| 6                                                                                   | —                         | —                      | —                      | —                      | —                      | Retirados       |
| 1Debido a una enfermedad sufrida por Abbington, se le dio a la pareja una exención. |                           |                        |                        |                        |                        |                 |

### Otros proyectos
Pernice participó en la gira nacional Strictly Come Dancing Live! en 2016 con su pareja de baile Georgia May Foote, y de nuevo en 2017 como parte del cuerpo de baile profesional para números grupales de baile. Formó pareja con Debbie McGee en la gira en vivo de 2018, con Faye Tozer en la gira en vivo de 2019 y con Rose Ayling-Ellis en la gira en vivo de 2022.
También ha aparecido en varios episodios de Strictly Come Dancing: It Takes Two de BBC Two, siendo el actual poseedor del récord Guinness del mayor número de pasos de baile de jive, con 55 en 30 segundos en un reto celebrado en diciembre de 2016. Al año siguiente, en diciembre de 2017, batió el récord mundial del mayor número de pasos de baile del charlestón en 30 segundos, completando correctamente 24. Ambos récords se lograron en It Takes Two con la supervisión de Guinness World Records.
En 2016, anunció su primera gira de baile Dance is Life, traducida de la expresión italiana «Il Ballo è Vita». La gira incluyó 32 fechas en Inglaterra, Escocia y Gales entre abril y julio de 2017, recibiendo críticas positivas. La noche del estreno fue el 26 de abril de 2017 en el Teatro Albany de Coventry. La última actuación tuvo lugar el 23 de julio de 2017 en el Teatro Marina de Lowestoft. En 2018, Pernice anunció que su gira volvería en 2019.
En septiembre de 2020, Pernice y Anton Du Beke anunciaron una gira por el Reino Unido para 2021 llamada HIM & ME.
En septiembre de 2024, anunció que iba a aparecer en Dancing With The Stars Weekends de Donaheys de 2025. Ese mismo mes, fue confirmado como pareja profesional para la decimonovena temporada de Ballando con le Stelle, la versión italiana de Strictly, llegando a ganar en diciembre de 2024 con su pareja de baile Bianca Guaccero.
Pernice también tiene su gira en solitario llamada The Last Dance en 2025.

## Vida personal
Después de la decimotercera temporada de Strictly Come Dancing, salió con Georgia May Foote, pero su relación terminó en agosto de 2016. En julio de 2021, confirmó que estaba saliendo con la influencer y personalidad de la televisión Maura Higgins. La pareja se separó cuatro meses después. Desde 2024, Pernice mantiene una relación con su compañera de Ballando con le Stelle, la actriz y presentadora de televisión Bianca Guaccero.

### Acusaciones legales
En 2024, empezaron varias acusaciones hacia Pernice realizadas por algunas de sus exparejas de baile, esto en relación con sus métodos de enseñanza de baile durante su tiempo en Strictly Come Dancing. En enero, The Sun informó de que Amanda Abbington había solicitado imágenes de su tiempo de entrenamiento con Pernice y estaba buscando asesoramiento legal sobre sus métodos de entrenamiento; ese mes, Debbie McGee compartió un post en apoyo de Pernice en Twitter. En marzo de 2024, The Sun afirmó que Abbington, Laura Whitmore y Ranvir Singh se habían reunido para hablar de sus experiencias negativas con Pernice en el programa. El bufete de abogados Carter Ruck dijo a BBC News que había «numerosas quejas graves» sobre su comportamiento durante el rodaje de Strictly. El 16 de mayo, se reportó de que Pernice había abandonado el programa. Él negó todas las acusaciones. La BBC confirmó su despido el 10 de junio.
En septiembre de 2024 se informó de que la BBC había pedido disculpas a Amanda Abbington y aceptado sus quejas de acoso verbal contra Pernice, pero rechazó las acusaciones de agresión física. Abbington describió la disculpa como una «reivindicación» y expresó su esperanza de que animara a otros a denunciar. Pernice, sin embargo, mantuvo que siempre había negado rotundamente cualquier irregularidad y expresó su alivio por el hecho de que se desestimaran las acusaciones más graves. La BBC reconoció que, aunque el equipo de producción había tomado medidas para resolver los problemas, al final se consideraron inadecuadas, lo que dio lugar a una revisión de sus protocolos internos.